# Nachal ha-Nativ
Nachal ha-Nativ (hebrejsky: נחל הנתיב) je vádí v Izraeli, v Judských horách v Jeruzalémském koridoru.
Začíná v nadmořské výšce přes 500 metrů na západních svazích hory Har Ja'aran. Směřuje pak k západu zvolna se zahlubujícím údolím se zalesněnými svahy, kterým vede lokální silnice 375. Stáčí se k jihozápadu a zleva přijímá vádí Nachal Carcar a Nachal Cilcal. Zhruba 1 kilometr severozápadně od vesnice Avi'ezer ústí v údolí Ela do toku Nachal Sansan.